# Bonsweiher
Bonsweiher ist ein Ortsteil der Gemeinde Mörlenbach im südhessischen Landkreis Bergstraße.

## Geographie

### Geographische Lage
Bonsweiher liegt im Vorderen Odenwald im Naturpark Bergstraße-Odenwald. Es befindet sich wenige Kilometer östlich der Bergstraße am Mittellauf des Ederbachs, eines rechten nordwestlichen Zuflusses der Weschnitz bei Mörlenbach-Mitte. Das Dorf liegt nordwestlich von Mörlenbach und seine Ortslage im Süden der Gemarkung Bonsweiher. Es ist eingerahmt von den bewaldeten Höhen des Großen Köpfchens (376,2 m; Westnordwesten), der höchsten Erhebung der Gemarkung, und der Taschengrube (297,3 m; Nordosten). Wenige Kilometer nordwestlich befindet sich der Gebirgspass Juhöhe (Landesstraße 3120) mit der nahen Siedlung Juhöhe und deren Ortslage Hasselhaag; dort gibt es eine kurze gemeinsame Grenze mit Laudenbach in Baden-Württemberg.

### Geologie
Das Gebiet um Bonsweiher zählt geologisch zum Bergsträßer Odenwald, welcher sich als westlicher Teil des Kristallinen Odenwalds von Darmstadt bis Heidelberg erstreckt und im Dreieck Heppenheim-Weinheim-Reichelsheim im Wesentlichen aus dem →Weschnitzpluton besteht. Dieser Granodiorit entstand im Unterkarbon vor etwa 333 bis 329 Mio. Jahren mit der variszischen Gebirgsbildung. Solche Formationen sind noch im alten Steinbruch südlich des Zigeunerkopfes (359 m) erschlossen. Bei den tektonischen Prozessen der Gebirgsbildung rissen immer wieder in den Gesteinsmassen Spalten auf, in welche Schmelzen eindrangen und dort auskristallisierten. Ältere Granodioritbestände wurden so durch jüngere aplitartige Granite durchtrümmert (s. Flur Hofäcker).
Viele Millionen Jahre später, das variszische Gebirge war inzwischen bis zu seinem Rumpf abgetragen worden, entstanden im Tertiär Granit-Felsgruppen: Das warmfeuchte Klima förderte die Verwitterung und die Bäche der Weschnitz-Seitentäler bei Mörlenbach, wie der Ederbach, schnitten sich tief ins Gelände ein und zersägten die Bergmassive. Deren obere Partien auf dem Höhenrücken der Juhöhe zerrissen in Blöcke, die anschließend durch Chemische Verwitterung abgerundet wurden (Wollsackverwitterung). Regengüsse spülten den Grus ins Tal, wo ihn die Bäche abtransportierten (Weiteres unter Geologie des Mörlenbacher Raums).

## Geschichte

### Überblick
Bonsweiher wurde, wie die benachbarten Dörfer der Weschnitznebentäler, etwa im 11. Jahrhundert von Mörlenbach aus als planmäßige Waldhufensiedlung angelegt, in diesem Fall als offenes Reihendorf mit getrennter doppelseitiger Tallage, d. h. die Höfe lagen in mehr oder minder regelmäßigen Abständen auf beiden Seiten der Dorfstraße und das Ackerland sowie die Wiesen erstreckten sich in zusammenhängenden Hufen bis zu den bewaldeten Höhenrücken. Damals gehörte das Gebiet zwischen Worms, Zwingenberg, Lindenfels, Hirschhorn und Weinheim (die ehemalige fränkische Heppenheimer Königsmark) zu den Ländereien des Klosters Lorsch. Während die Gemarkungen Mörlenbachs und der meisten Ortsteile 1232 in den Besitz des Kurfürsten von Mainz übergingen (s. auch Zent Mörlenbach), kam Bonsweiher schon vorher zur „Pfalzgrafschaft bei Rhein“ mit der Residenzstadt Heidelberg und nahm bis zur Bildung des Großherzogtums Hessen (1806) politisch und konfessionell eine andere Entwicklung. Der Weiler wurde nicht von Mörlenbach, sondern von Lindenfels aus verwaltet und die Eigentümer vergaben in den ersten urkundlichen Erwähnungen (1320 und 1324) den Ort Panzwyler (Weiler des Panzo) als Lehen an die Lindenfelser Adelsfamilie Chreiz (oder Kreiß), die ihrerseits den steuerpflichtigen Bauern gegenüber als Lehnsherr auftrat und Verwaltungsaufgaben übernahm.
Von kurzen Unterbrechungen abgesehen gehörte Bonsweiher bis 1803 zum pfälzischen, später hessischen Amt Lindenfels, danach zum Kreis Heppenheim. Zeitweise (1821 bis 1839) wurde das Dorf zusammen mit Albersbach vom Bürgermeister in Ober-Laudenbach mitverwaltet, von 1839 bis 1969 hatten Bonsweiher und Albersbach einen gemeinsamen Bürgermeister.
Da es zur damaligen Zeit noch keine verbindliche Rechtschreibung gab, variiert in den Dokumenten die Schreibweise des Ortsnamens zwischen Bantzwilre (1380), Bantzwyler (1439), Banczwiler (1455) und Bonßweyer (1721).
Eine Urkunde von 1369 nennt 9 Höfe. Die Entwicklung verlief bis zum Ersten Weltkrieg langsam, beschleunigte sich ab 1950 mit der Erschließung neuer Baugebiete, wodurch das Dorf vorwiegend zu einer Wohnsiedlung wurde (1613: 10, 1660: 5, 1742: 10, 1803: 17, 1828: 26, 1861: 48, 1900: 61, 1925: 68, 1950: 87, 1961: 109, 1968: 167, 1970: 189 Häuser). In diesem Zusammenhang veränderte sich der landwirtschaftliche Charakter des Siedlungsbildes. Die unbebauten Flächen werden heute vorwiegend als Pferdeweiden und Streuobstwiesen genutzt. Von der einst als Erwerbszweig wichtigen Steinindustrie zeugen noch zwei Steinbrüche südlich des Zigeunerkopfes (359 m) im Granodiorit (s. o.).
Im Zuge der Gebietsreform in Hessen schloss sich am 31. Dezember 1971 die Gemeinde Bonsweiher als letztes der ehemals selbständigen Nachbardörfer der Gemeinde Mörlenbach an. Für Bonsweiher wurde ein Ortsbezirk mit Ortsbeirat und Ortsvorsteher eingerichtet.

### Vom Mittelalter bis zum Anfang des 19. Jahrhunderts
Der Ort entstand im Gebiet der ehemaligen „Mark Heppenheim“. Am 20. Januar 773 schenkte Karl der Große die Stadt Heppenheim nebst dem zugehörigen Bezirk, der ausgedehnten „Mark Heppenheim“, dem Reichskloster Lorsch. Nach langen Streitigkeiten konnten sich Kurpfalz und das Erzbistum Mainz sich Anfang des 14. Jahrhunderts über das Erbe aus dem Lorscher Abtei einigen und die pfälzer Teile, und mit ihnen Bonsweiher, wurden durch die Amtsvogtei Lindenfels verwaltet, die bis 1737 dem Oberamt Heidelberg unterstand. Danach wurde Lindenfels ein Oberamt. Bonsweiher gehörte innerhalb des Lindenfelser Amtes zur Thalzent, dessen Zentgericht erst in Glattbach, später in Ellenbach und zuletzt in Schlierbach abgehalten wurde. Das Zentgericht hatte gemeinsam mit Lindenfels eine Richtstätte in den »Faustenbacher Hecken auf dem Bühel«. Für deren Unterhaltung musste die Thalzent die Hälfte der Kosten tragen.
In seinem Siegel führte das Zentgericht ein Schild mit 3 Feldern. Im ersten Feld befand sich der Pfälzische Löwe, im zweiten die bayerischen Rauten und im dritten, untersten ein Knabe auf einem Hügel, über dessen Kopf eine Kugel schwebte.
Der Anlass der Ersterwähnung von 1320 war die Erlaubnis der Pfalzgräfin Mechthild als Lehnsherrin an Diemar Kreis von Lindenfels seiner Ehefrau ein Wittum auf Bonsweiler von 150 Pfd. zu überlassen. Im 14. Jahrhundert besitzen die Landschade von Steinach Bonsweiher pfandweise, bis dieses Pfand 1392 durch den Pfalzgrafen Ruprecht II. wider ausgelöst wird.
In den Anfängen der Reformation sympathisierten die pfälzischen Herrscher offen mit dem lutherischen Glauben, aber erst unter Ottheinrich (Kurfürst von 1556 bis 1559) erfolgte der offizielle Übergang zur lutherischen Lehre. Danach wechselten seine Nachfolger und gezwungenermaßen auch die Bevölkerung mehrfach zwischen der lutherischen, reformierten und calvinistischen Religion.
Am Ende des Dreißigjährigen Kriegs (1648) dürfte der Ort wie viele Gebiete der Kurpfalz fast menschenleer gewesen sein.
Nach dem verheerenden Krieg betrieb die Kurpfalz auf ihrem Gebiet eine durch religiöse Toleranz geprägte Wiederansiedlungspolitik. Doch die in der unruhigen Folgezeit ausbrechenden Kriege wie der Pfälzische Erbfolgekrieg (1688–1697) und der Spanische Erbfolgekrieg (1701–1714) machte viele der Bemühungen wieder zunichte und Zehntausende Pfälzer emigrierten u. a. nach Nordamerika und Preußen.
Nach dem Krieg war Bonsweiler eine Filiale der reformierten Pfarrei Schlierbach, aber auch in religiöser Hinsicht war die Zeit von großer Unruhe geprägt. 1685 starb die reformierte Linie Pfalz-Simmern aus und die katholischen Vettern der Linie Pfalz-Neuburg traten mit Kurfürst Philipp Wilhelm die Regierung in der Kurpfalz an. Dieser ordnete die Gleichstellung des katholischen Glaubens, in der mehrheitlich evangelischen bevölkerten Pfalz, an. Schon während des Pfälzischen Erbfolgekriegs hatte Frankreich versucht, in den eroberten Gebieten die Gegenreformation voranzutreiben, und etliche katholische Pfarreien gegründet. Der Krieg endete 1697 mit dem Frieden von Rijswijk, der die Stellung des zu diesem Zeitpunkt regierenden katholischen Kurfürsten Johann Wilhelm stärkte. Dies führte am 26. Oktober 1698 zum Erlass des Simultaneum. Danach waren die Katholiken berechtigt alle reformierten Einrichtungen wie Kirchen, Schulen und Friedhöfe mitzunutzen, während dies umgekehrt nicht erlaubt wurde. Weiterhin wurde die bis dahin selbständige reformierte Kirchenverwaltung dem Landesherren unterstellt. Erst auf Betreiben Preußens kam es 1705 zur sogenannten Pfälzische Kirchenteilung in der das Simultanum rückgängig gemacht wurde und die Kirchen im Land wurden mitsamt Pfarrhäusern und Schulen zwischen den Reformierten und den Katholiken im Verhältnis fünf zu zwei aufgeteilt. Sonderregelungen gab es für die drei Hauptstädte Heidelberg, Mannheim und Frankenthal sowie die Oberamtsstädte Alzey, Kaiserslautern, Oppenheim, Bacharach und Weinheim. In den Städten mit zwei Kirchen sollte die eine den Protestanten und die andere den Katholiken zufallen; in den anderen, wo nur eine Kirche bestand, der Chor vom Langhaus durch eine Mauer geschieden, und jener den Katholiken, dieses den Protestanten eingeräumt werden. Den Lutheranern wurden nur jene Kirchen zugestanden, die sie im Jahr 1624 besaßen oder danach gebaut hatten.
Den Zehnten haben 1488 der Pfalzgraf und der Landschad von Steinach zu gleichen Teilen. 1568 und 1613 haben die Pfalzgrafen, die Propstei Lorsch und die Freiherren von Stettenberg den Zehnten zu je einem Drittel. Später gingen ein Drittel an die Kurmainzer Hofkammer im Namen des Klosters Lorsch und zwei Drittel an Kurpfalz.
Das ausgehende 18. und beginnende 19. Jahrhundert brachte Europa weitreichende Änderungen. Als Folge der Napoleonischen Kriege wurde bereits 1797 das „Linke Rheinufer“ und damit der linksrheinische Teil der Kurpfalz durch Frankreich annektiert. In der letzten Sitzung des Immerwährenden Reichstags in Regensburg wurde im Februar 1803 der Reichsdeputationshauptschluss verabschiedet, der die Bestimmungen des Friedens von Luneville umsetzte, und die territorialen Verhältnisse im Heiligen Römischen Reich (Deutscher Nation) neu regelte. Durch diese Neuordnung wurde die Kurpfalz aufgelöst und Bonsweiher kam mit dem Oberamt Lindenfels zur Landgrafschaft Hessen-Darmstadt. Dort wurde das Oberamt als hessische Amtsvogtei vorerst weitergeführt und dem „Fürstentum Starkenburg“ zugeordnet.
Unter Druck Napoléons gründete sich 1806 der Rheinbund, dies geschah mit dem gleichzeitigen Reichsaustritt der Mitgliedsterritorien.
Dies führte am 6. August 1806 zur Niederlegung der Reichskrone, womit das alte Reich aufhörte zu bestehen.
Am 14. August 1806 erhob Napoleon die Landgrafschaft Hessen-Darmstadt, gegen den Beitritt zum Rheinbund und Stellung hoher Militärkontingente an Frankreich, zum Großherzogtum, andernfalls drohte er mit Invasion.

### Verwaltung
Unter pfälzischer Hoheit wurden Verwaltung und Gerichtsbarkeit über den Ort durch die „Thal-Zent“ der „Amtsvogtei Lindenfels“ ausgeübt. Diese Vogtei unterstand dem Oberamt Heidelberg bis 1737, danach wurde Lindenfels ein selbständiges Oberamt der „Pfalzgrafschaft bei Rhein“ (im „Kurfürstentum Pfalzbayern“ ab 1777).
Nachdem der Reichsdeputationshauptschluss von 1803 das „Oberamt Lindenfels“ der Landgrafschaft Hessen-Darmstadt zugewiesen hatte, wurde es dort vorerst als hessische Amtsvogtei weitergeführt. Die Landgrafschaft Hessen-Darmstadt ging 1806 in dem unter dem Druck Napoléons zustande gekommenen Großherzogtum Hessen auf, wo der Amtsbereich des „Oberamts Lindenfels“ 1812 aufgeteilt und Bonsweiler dem „Amt Heppenheim“ zugewiesen wurde. Die Übergeordnete Verwaltungsbehörde war der „Regierungsbezirk Darmstadt“ der ab 1803 auch als „Fürstentum Starkenburg“ bezeichnet wurde.
Nach der endgültigen Niederlage Napoléons regelte der Wiener Kongress 1814/15 auch die territorialen Verhältnisse für Hessen, daraufhin wurden 1816 im Großherzogtum Provinzen gebildet. Dabei wurde das vorher als „Fürstentum Starkenburg“ bezeichnete Gebiet, das aus den südlich des Mains gelegenen alten Hessischen und den ab 1803 hinzugekommenen rechtsrheinischen Territorien bestand, in „Provinz Starkenburg“ umbenannt. 1821 wurden im Rahmen einer umfassenden Verwaltungsreform die Amtsvogteien in den Provinzen Starkenburg und Oberhessen des Großherzogtums aufgelöst und Landratsbezirke eingeführt, wobei Bonsweiher zum Landratsbezirk Lindenfels kam. Im Rahmen dieser Reform wurden auch Landgerichte geschaffen, die jetzt unabhängig von der Verwaltung waren. Deren Gerichtsbezirke entsprachen in ihrem Umfang den Landratsbezirken. Für den Landratsbezirk Lindenfels war das Landgericht Fürth als Gericht erster Instanz zuständig. Diese Reform ordnete auch die Verwaltung auf Gemeindeebene neu. So war die Bürgermeisterei in Oberlaudenbach außer für Oberlaudenbach auch für die Orte Albersbach, Bonsweiher und Kreiswald (heute eine Gehöftgruppe in der Gemarkung Albersbach) zuständig.
Entsprechend der Gemeindeverordnung vom 30. Juni 1821 gab es keine Einsetzungen von Schultheißen mehr, sondern einen gewählten Ortsvorstand, der sich aus Bürgermeister, Beigeordneten und Gemeinderat zusammensetzte.
1832 wurden die Einheiten weiter vergrößert und es wurden Kreise geschaffen. Nach der am 20. August 1832 bekanntgegebenen Neugliederung sollte es in Süd-Starkenburg künftig nur noch die Kreise Bensheim und Lindenfels geben; der Landratsbezirk von Heppenheim sollte in den Kreis Bensheim fallen. Noch vor dem Inkrafttreten der Verordnung zum 15. Oktober 1832 wurde diese aber dahingehend revidiert, dass statt des Kreises Lindenfels neben dem Kreis Bensheim der Kreis Heppenheim als zweiter Kreis gebildet wurde, zu dem jetzt Bonsweiher gehörte.
1842 wurde das Steuersystem im Großherzogtum reformiert und der Zehnte und die Grundrenten (Einnahmen aus Grundbesitz) wurden durch ein Steuersystem ersetzt, wie es in den Grundzügen heute noch existiert.
Infolge der Märzrevolution 1848 wurden mit dem „Gesetz über die Verhältnisse der Standesherren und adeligen Gerichtsherren“ vom 15. April 1848 die standesherrlichen Sonderrechte endgültig aufgehoben.
Darüber hinaus wurden in den Provinzen, die Kreise und die Landratsbezirke des Großherzogtums am 31. Juli 1848 abgeschafft und durch „Regierungsbezirke“ ersetzt, wobei die bisherigen Kreise Bensheim und Heppenheim zum Regierungsbezirk Heppenheim vereinigt wurden. Bereits vier Jahre später, im Laufe der Reaktionsära, kehrte man aber zur Einteilung in Kreise zurück und Bonsweiher wurde Teil des neu geschaffenen Kreises Lindenfels.
Die im Dezember 1852 aufgenommenen Bevölkerungs- und Katasterlisten ergaben für Bonsweiher: Ein Lutherisches und katholisches Filialdorf mit 268 Einwohnern. Die Gemarkung bestand aus 1304 Morgen, davon waren 676 Morgen Ackerland, 174 Morgen Wiesen und 420 Morgen Wald.
In den Statistiken des Großherzogtums Hessen werden, bezogen auf Dezember 1867, für das Filialdorf Bonsweiher mit eigener Bürgermeisterei, 38 Häuser, 302 Einwohnern, der Kreis Lindenfels, das Landgericht Fürth, die evangelisch-lutherische Pfarrei Rimbach bzw. die reformatorische Pfarrei Schlierbach des Dekanats Lindenfels und die katholische Pfarrei Mörlenbach des Dekanats Heppenheim, angegeben.
Durch die Bürgermeisterei wurden außerdem Albersbach (15 Häuser, 107 Einw.), der Weiler Juhöhe (9 Häuser, 61 Häuser), der Hof Hasselhaag (ein Haus, 8 Einw.), der Hof Frauenecke (ein Haus, 6 Einw.) und die Höfe Hasselberg (zwei Häuser, 10 Einw.) und Kreiswald (zwei Häuser, 16 Einw.) in der Gemarkung Albersbach.
Nachdem das Großherzogtum Hessen ab 1871 Teil des Deutschen Reiches war, wurden 1874 eine Reihe von Verwaltungsreformen beschlossen. So wurden die landesständige Geschäftsordnung sowie die Verwaltung der Kreise und Provinzen durch Kreis- und Provinzialtage geregelt. Die Neuregelung trat am 12. Juli 1874 in Kraft und verfügte auch die Auflösung der Kreise Lindenfels und Wimpfen und die Wiedereingliederung von Bonsweiher in den Kreis Heppenheim.
Die hessischen Provinzen Starkenburg, Rheinhessen und Oberhessen wurden 1937 nach der 1936 erfolgten Auflösung der Provinzial- und Kreistage aufgehoben. Zum 1. November 1938 trat dann eine umfassende Gebietsreform auf Kreisebene in Kraft. In der ehemaligen Provinz Starkenburg war der Kreis Bensheim besonders betroffen, da er aufgelöst und zum größten Teil dem Kreis Heppenheim zugeschlagen wurde. Der Kreis Heppenheim übernahm auch die Rechtsnachfolge des Kreises Bensheim und erhielt den neuen Namen Landkreis Bergstraße.
Das Großherzogtum Hessen war von 1815 bis 1866 ein Mitgliedsstaat des Deutschen Bundes und danach ein Bundesstaat des Deutschen Reiches. Es bestand bis 1919, nach dem Ersten Weltkrieg wurde das Großherzogtum zum republikanisch verfassten Volksstaat Hessen. 1945 nach Ende des Zweiten Weltkriegs befand sich das Gebiet des heutigen Hessen in der amerikanischen Besatzungszone und durch Weisung der Militärregierung entstand Groß-Hessen, aus dem das Bundesland Hessen in seinen heutigen Grenzen hervorging.
Im Jahr 1961 wurde die Gemarkungsgröße mit 326 ha angegeben, davon waren 94 ha Wald.
Im Zuge der Gebietsreform in Hessen schloss sich am 31. Dezember 1971 die Gemeinde Bonsweiher als letztes der ehemals selbständigen Nachbargemeinden freiwillig der Gemeinde Mörlenbach an. Für Bonsweiher wurde ein Ortsbezirk mit Ortsbeirat und Ortsvorsteher nach der Hessischen Gemeindeordnung eingerichtet.

### Gerichte
Während der Pfälzer Herrschaft lag die „Niedere Gerichtsbarkeit“ bei der Thalzent während die „Hohe Gerichtsbarkeit“ bis 1737 bei Oberamt in Heidelberg lag. Mit der Erhebung von Lindenfels zum Oberamt lag die Hohe Gerichtsbarkeit weitgehend dort, es gab aber für bestimmte Fälle noch das Appellationsgericht in Heidelberg. Mit Bildung der Landgerichte im Großherzogtum Hessen war ab 1821 das Landgericht Fürth das Gericht erster Instanz.
Anlässlich der Einführung des Gerichtsverfassungsgesetzes mit Wirkung vom 1. Oktober 1879, infolge derer die bisherigen großherzoglich hessischen Landgerichte durch Amtsgerichte an gleicher Stelle ersetzt wurden, während die neu geschaffenen Landgerichte nun als Obergerichte fungierten, kam es zur Umbenennung in Amtsgericht Fürth und Zuteilung zum Bezirk des Landgerichts Darmstadt.

### Historische Beschreibungen
Im Versuch einer vollständigen Geographisch-Historischen Beschreibung der Kurfürstl. Pfalz am Rheine findet sich 1786 über Bonsweiher:

„In des Ortes Gemarkung entspringet ein kleines Bächlein, treibt eine Mahlmnühle, und fällt bei Mörlenbach in die Weschniz. Im J. 1784 zählte man hierselbst 21 Familien, 95 Seelen; in der Gemarkung 229 M. Ackerfeld, 46 M. Wiesen, 6 M. Garten, 12 M. Weide, und 63 M. Wald. Von jenem Walde gehören 40 Morgen in vier Bezirken der Gemeinde, acht Bezirke von 22 M. zu dcn Huben, und das sogenannte Fraueneck der Kurfürstlichen Hofkammer. Sie stehen nicht, wie die übrigen, unter der Lindenfelser, sondern unter der Hemstacher Forsthüte. Am Zehnten beziehet die Kurfürstliche Hofkammer zwei, und Kurmainz wegen des Klosters Lorsch ein Drittel.“

Die Statistisch-topographisch-historische Beschreibung des Großherzogthums Hessen berichtet 1829 über Bonsweiher:

„Bonsweiher (L. Bez. Lindenfels) luth., kath. und reform. Filialdorf; liegt 3 St. von Lindenfels und hat 26 Häuser und 153 luth., 183 kath. und 48 reform. Einw. Die Kreisen von Lindenfels trugen in ältern Zeiten diesen Ort von der Pfalzgrafschaft zu Lehen. Die Vogtei wurde später an die Landschaden von Steinach um 600 fl. verpfändet und Pfalzgraf Ruprecht II. gab solche gar, 1391, Ulrich Landschaden zu Lehen. Im folgenden Jahre versetzte der Pfalzgraf die Vogtei Ulrich Landschaden von Neuem, behielt sich aber vor, daß wenn die 600 fl. erlegt würden, er solche auf sein eigen Gut verweisen, und für immer von der Pfalz zu Lehen empfangen solle. Im Jahr 1802 kam der Ort von Churpfalz an Hessen.“

Im Neuestes und gründlichstes alphabetisches Lexicon der sämmtlichen Ortschaften der deutschen Bundesstaaten von 1845 heißt es:

„Bonsweiher. – Dorf, zur evangelischen Pfarrkirche Rimbach, resp. zur kathol. Pfarrei Mörlenbach gehörig. – 26 H. 284 E. (incl. 183 Katholiken). – Großherzogth. Hessen. – Prov. Starkenburg. – Kreis Heppenheim. – Landgericht Fürth. – Hofger. Darmstadt. − Bonsweiher 1½ M. von Lindenfels, kam im Jahr 1802 von Churpfalz an Hessen.“

### Bevölkerung

#### Einwohnerstruktur
Nach den Erhebungen des Zensus 2011 lebten am Stichtag dem 9. Mai 2011 in Bonsweiher 1113 Einwohner. Darunter waren 27 (2,4 %) Ausländer.
Nach dem Lebensalter waren 162 Einwohner unter 18 Jahren, 444 waren zwischen 18 und 49, 261 zwischen 50 und 64 und 246 Einwohner waren älter.
Die Einwohner lebten in 474 Haushalten. Davon waren 138 Singlehaushalte, 153 Paare ohne Kinder und 147 Paare mit Kindern, sowie 24 Alleinerziehende und 12 Wohngemeinschaften. In 108 Haushalten lebten ausschließlich Senioren und in 318 Haushaltungen leben keine Senioren.
Im Jahr  1961 wurden 526 evangelische  (80,80 %) und 115 katholische (17,67 %) Christen gezählt.

#### Einwohnerentwicklung
- 1568: 009 Herdstätten[33]
- 1613: 010 Hausgesesse, Leibeigene: 3 Männer, 2 Frauen.[33]
- 1784: 095 Seelen, 21 Familien[8]

| Bonsweiher: Einwohnerzahlen von 1784 bis 2022 | Bonsweiher: Einwohnerzahlen von 1784 bis 2022 | Bonsweiher: Einwohnerzahlen von 1784 bis 2022 | Bonsweiher: Einwohnerzahlen von 1784 bis 2022 | Bonsweiher: Einwohnerzahlen von 1784 bis 2022 |
| --- | --------------------------------------------- | --------------------------------------------- | --------------------------------------------- | --------------------------------------------- |
| Jahr |                                               |                                               |                                               | Einwohner                                     |
| 1784 | 1784                                          |                                               | 95                                            | 95                                            |
| 1800 | 1800                                          |                                               | ?                                             | ?                                             |
| 1829 | 1829                                          |                                               | 384                                           | 384                                           |
| 1834 | 1834                                          |                                               | 285                                           | 285                                           |
| 1840 | 1840                                          |                                               | 329                                           | 329                                           |
| 1846 | 1846                                          |                                               | 343                                           | 343                                           |
| 1852 | 1852                                          |                                               | 268                                           | 268                                           |
| 1858 | 1858                                          |                                               | 389                                           | 389                                           |
| 1864 | 1864                                          |                                               | 331                                           | 331                                           |
| 1871 | 1871                                          |                                               | 374                                           | 374                                           |
| 1875 | 1875                                          |                                               | 408                                           | 408                                           |
| 1885 | 1885                                          |                                               | 411                                           | 411                                           |
| 1895 | 1895                                          |                                               | 406                                           | 406                                           |
| 1905 | 1905                                          |                                               | 417                                           | 417                                           |
| 1910 | 1910                                          |                                               | 429                                           | 429                                           |
| 1925 | 1925                                          |                                               | 455                                           | 455                                           |
| 1939 | 1939                                          |                                               | 475                                           | 475                                           |
| 1946 | 1946                                          |                                               | 669                                           | 669                                           |
| 1950 | 1950                                          |                                               | 662                                           | 662                                           |
| 1956 | 1956                                          |                                               | 637                                           | 637                                           |
| 1961 | 1961                                          |                                               | 651                                           | 651                                           |
| 1967 | 1967                                          |                                               | 817                                           | 817                                           |
| 1970 | 1970                                          |                                               | 895                                           | 895                                           |
| 1980 | 1980                                          |                                               | ?                                             | ?                                             |
| 1990 | 1990                                          |                                               | ?                                             | ?                                             |
| 2000 | 2000                                          |                                               | ?                                             | ?                                             |
| 2011 | 2011                                          |                                               | 1.113                                         | 1.113                                         |
| 2015 | 2015                                          |                                               | 1.114                                         | 1.114                                         |
| 2019 | 2019                                          |                                               | 1.146                                         | 1.146                                         |
| 2022 | 2022                                          |                                               | 1.186                                         | 1.186                                         |
| Datenquelle: Historisches Gemeindeverzeichnis für Hessen: Die Bevölkerung der Gemeinden 1834 bis 1967. Wiesbaden: Hessisches Statistisches Landesamt, 1968. Weitere Quellen: LAGIS; nach 1970 Gemeinde Mörlenbach; Zensus 2011 |                                               |                                               |                                               |                                               |

## Verkehr und Infrastruktur
Für den überörtlichen Straßenverkehr ist Bonsweiher durch die Landesstraße 3120 erschlossen, die Mörlenbach-Mitte über die Juhöhe mit Heppenheim verbindet.

### Wanderwege
- Ausgeschilderte Wege ausgehend vom Parkplatz Unerts[41]
- Rundwege von der Ortsmitte zur Teichanlage Unerts bzw. zum Waldsee bei Klein-Breitenbach
- Wald- und Höhenwege zu den Ausflugszielen Ober-Liebersbach, Juhöhe (teilweise Kunstweg Mörlenbach zum Zigeunerkopf), Kreiswald und Albersbach.